# 小行星8999
小行星8999（英語：Tashadunn）是一颗围绕太阳公转的小行星。1981年3月2日，舒爾特·巴斯在赛丁泉天文台发现了此天体。
这颗小行星的绝对星等为186.94692524等。